# アミドホスホリボシルトランスフェラーゼ
アミドホスホリボシルトランスフェラーゼ(amidophosphoribosyltransferase)またはグルタミンホスホリボシルピロリン酸アミドトランスフェラーゼ(glutamine phosphoribosylpyrophosphate amidotransferase, GPAT)は、グルタミンの側鎖末端のアミノ基を用いてホスホリボシル二リン酸(PRPP)をホスホリボシルアミン(PRA)に変換する酵素である。プリン塩基のde novo合成経路の初発段階を担う。
5-ホスホ-β-D-リボシルアミン + 二リン酸 + L-グルタミン酸{\displaystyle \rightleftharpoons } L-グルタミン + 5-ホスホ-α-D-リボース1-二リン酸 + H2O

## 構造
この酵素はグルタミナーゼとホスホリボシルトランスフェラーゼの2つのドメインからなる。前者がグルタミン側鎖からアンモニアを取り出し、後者がそれをPRPPに結合させる。この2つが確実に協調することが必要だが、そのために少なくともPRPPが結合するまでアンモニアを取り出さないようになっている。

## 活性調節
プリン合成経路の最終的な産物であるプリンヌクレオチド（AMP、GMP、ADP、GDP）により、典型的なフィードバック阻害を受ける。